# Frits Clausen
Frits Clausen (ur. 12 listopada 1893 w Aabenraa, zm. 5 grudnia 1947 w Kopenhadze) – duński polityk i kolaborant, przywódca faszystowskiej Narodowosocjalistycznej Duńskiej Partii Robotniczej (DNSAP)

## Okres przedwojenny
Podczas I wojny światowej Clausen służył w armii niemieckiej, gdyż jego miejscowość rodzinna znajdowała się wówczas na terytorium Prus. Po zakończeniu wojny w październiku 1918 r. podjął studia medyczne na uniwersytecie w Heidelbergu i w 1924 r. uzyskał dyplom. Powrócił do Aabenraa, które po plebiscycie w 1920 r. znalazło się w granicach Danii i rozpoczął praktykę lekarską. Jednocześnie zaangażował się w działalność polityczną, opowiadając się początkowo za powrotem południowej Jutlandii do Niemiec, a wobec nierealności tych planów, stając się reprezentantem interesów mniejszości niemieckiej zamieszkującej tę część Danii. Najpierw Clausen wstąpił do partii ludowej, ale szybko zrezygnował z tego i w 1931 r. przyłączył się do niewielkiej partii faszystowskiej DNSAP. W 1933 r. został jej przywódcą, próbując zwiększyć jej wpływy, ale dało to nikłe wyniki, co ukazywały kolejne wybory parlamentarne. Poparcie DNSAP kształtowało się stale w okolicach niecałych 2% głosów. Clausen program, strukturę organizacyjną i symbolikę partii całkowicie upodobnił do nazistowskiej NSDAP, nawiązując z hitlerowcami bardzo silne kontakty. Sam sobie nadał tytuł partiførera na wzór Adolfa Hitlera.

## Okupacja niemiecka
Po zajęciu Danii przez Niemcy 9 kwietnia 1940 r., podjął politykę kolaboracji z okupantami. Jego największym zwolennikiem był Werner Best, przedstawiciel III Rzeszy w Danii. Jednakże ze względu na małe poparcie społeczne nie dostał od Niemców zadania utworzenia marionetkowego rządu, natomiast przez cały okres okupacji jego partia była wykorzystywana jako narzędzie nacisku na rząd duński w celu prowadzenia przez niego właściwej polityki. Niemcy mieli pewne nadzieje, że DNSAP przejmie władzę w okupowanej Danii po wyborach parlamentarnych w 1943 r., ale dostała ona tylko 2,3% głosów (3 posłów w Folketingu). Po najeździe Niemiec na ZSRR 22 czerwca 1941 r. F. Clausen zaangażował się w tworzenie Frikorps Danmark do walki na froncie wschodnim z Sowietami. Był jednak przeciwnikiem powołania duńskiego SS. Sformowanie w Danii najpierw pułku Nordland (1940), a następnie Ochotniczego Legionu Duńskiego osłabiło pozycję Clausena, ponieważ utracił swoich najlepszych ludzi, a wpływy jego partii w kraju dzięki temu znacznie zmalały. W 1943 r. sam wstąpił ochotniczo do armii niemieckiej jako chirurg, ale nie zrezygnował z przywództwa DNSAP. Wiosną 1944 r. powrócił do kraju, ale jego pozycja polityczna została przez Niemców mocno ograniczona, gdyż odtąd DNSAP kierował 3-osobowy komitet.
Po wyzwoleniu Danii na początku maja 1945 roku, Clausen został aresztowany i osadzony w obozie pracy w Frøslev. Duńskie władze wytoczyły mu proces pod zarzutem zdrady stanu, ale przed jego rozstrzygnięciem zmarł na atak serca w więzieniu w Kopenhadze.